# شرق

بوصلة روز إيست

الشَّرْق هو أحد الاتجاهات الأربعة، ويقع إلى يمين خط جرينتش في الجهة المعاكسة لجهة الغرب، وهو موضع شروق الشمس.
تُشرق الشمس من الشرق، وهذا يعني بداية النهار (وقت الصبح) عندما تُشرق الشمس من الشرق.

## الشرق في القرآن
- الشرق وبتصريفات وألفاظ متعددة للكلمة (مشرق والمشرق ومشرقين والمشرقين وشرقيآ وشرقية والإشراق وأشرقت) وردت في القرآن (17) مرة (4) منها في سورة البقرة في الآيات (115 و 142 و 177 و 258) ومرة واحدة في سورة الأعراف الآية (137) ومرة واحدة في سورة الحجر الآية رقم (73) ومرة واحدة في سورة مريم الاية رقم (16) ومرتين في سورة الشعراء في الآيتين رقم (28 و60) ومرة واحدة في سورة الصافات الآية رقم (5) ومرة واحدة في سورة ص في الآية رقم (18) ومرة واحدة في سورة الزمر الآية رقم (69) ومرة واحدة في سورة الزخرف في الآية رقم (38) ومرة واحدة في سورة الرحمن في الآية رقم (17) ومرة واحدة في سورة المعارج في الآية رقم (40) ومرة واحدة في سورة المزمل في الآية رقم (9).